# Pusztaradvány
Pusztaradvány es un pueblo ubicado en el distrito de Encs, en el condado de Borsod-Abaúj-Zemplén, Hungría.

## Superficie
Posee una superficie de 7,140 kilómetros cuadrados.

## Demografía
Hasta 2019 la población era de 235 habitantes, con una densidad de población de 32,91 habitantes por kilómetro cuadrado.